# کوه ابو
کوه ابو (به انگلیسی: Mount Abu) یک قرارگاه کوهستانی در محدوده آراوالی در منطقه سیروشی ایالت راجستان در غرب هند، در نزدیکی مرز گجرات است. این کوه شامل یک فلات صخره ای به طول ۲۲ کیلومتر و ۹ کیلومتر عرض می‌باشد. بلندترین قله کوه، گورو شیخار با ۱٫۷۲۲ متر از سطح دریا است. به به عنوان «واحه در بیابان» گفته می‌شود زیرا ارتفاعات آن خانه رودخانه‌ها، دریاچه‌ها، آبشارها و جنگل‌های همیشه سبز قرار دارد. نزدیکترین ایستگاه قطار ایستگاه راه‌آهن ابو ری ۲۸ کیلومتری آن است.

## نگارخانه

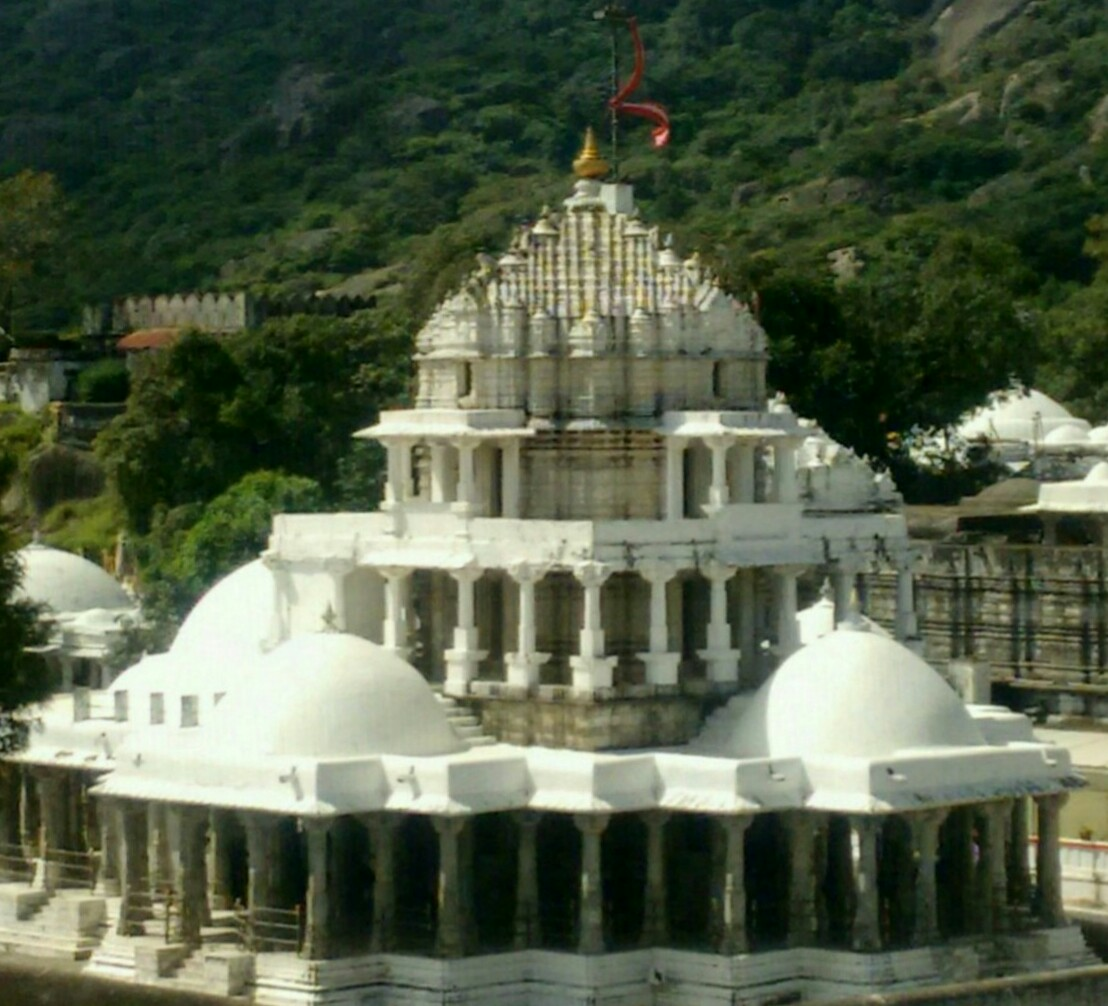
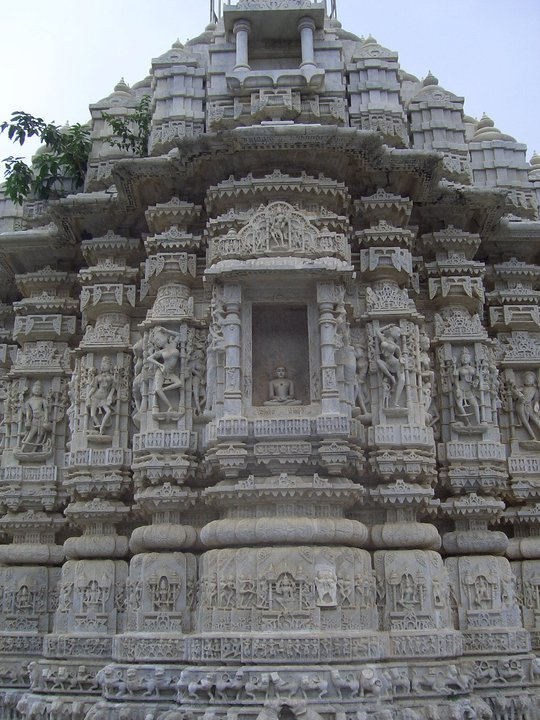
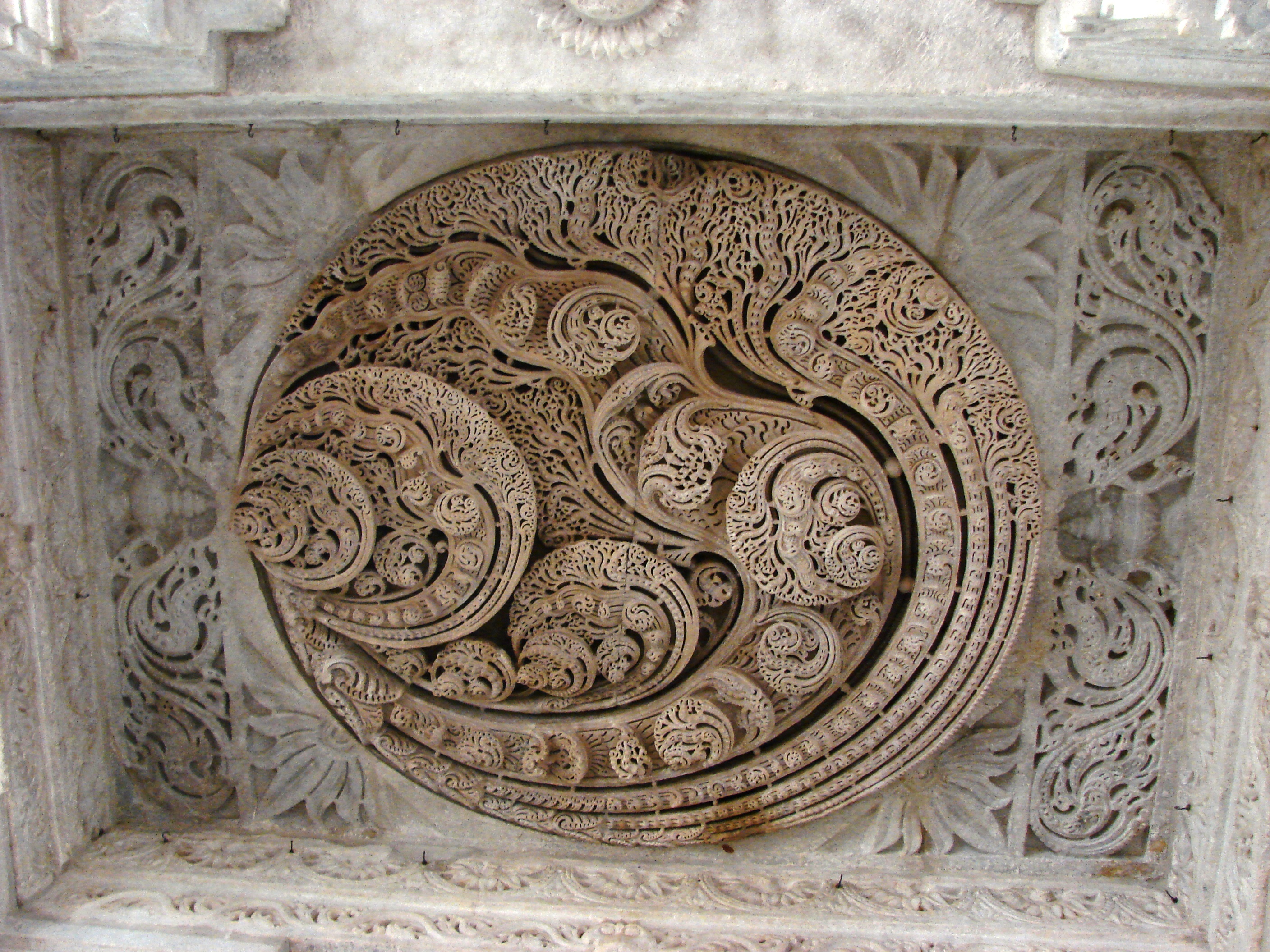
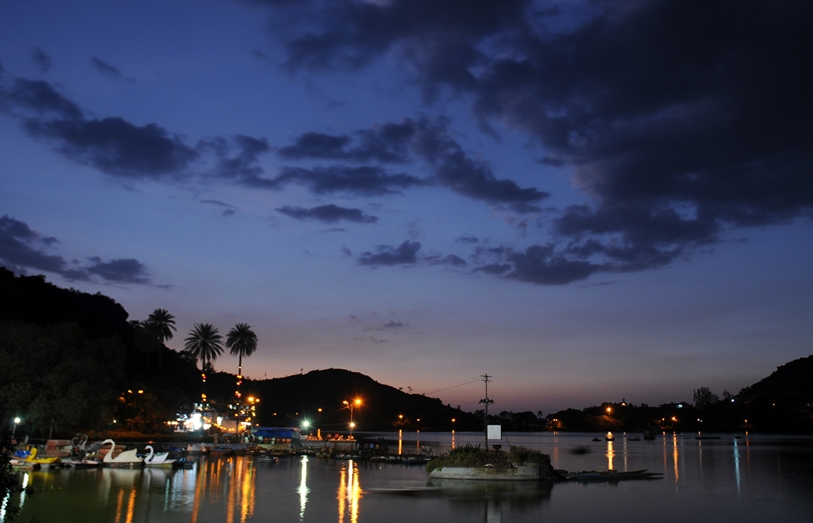
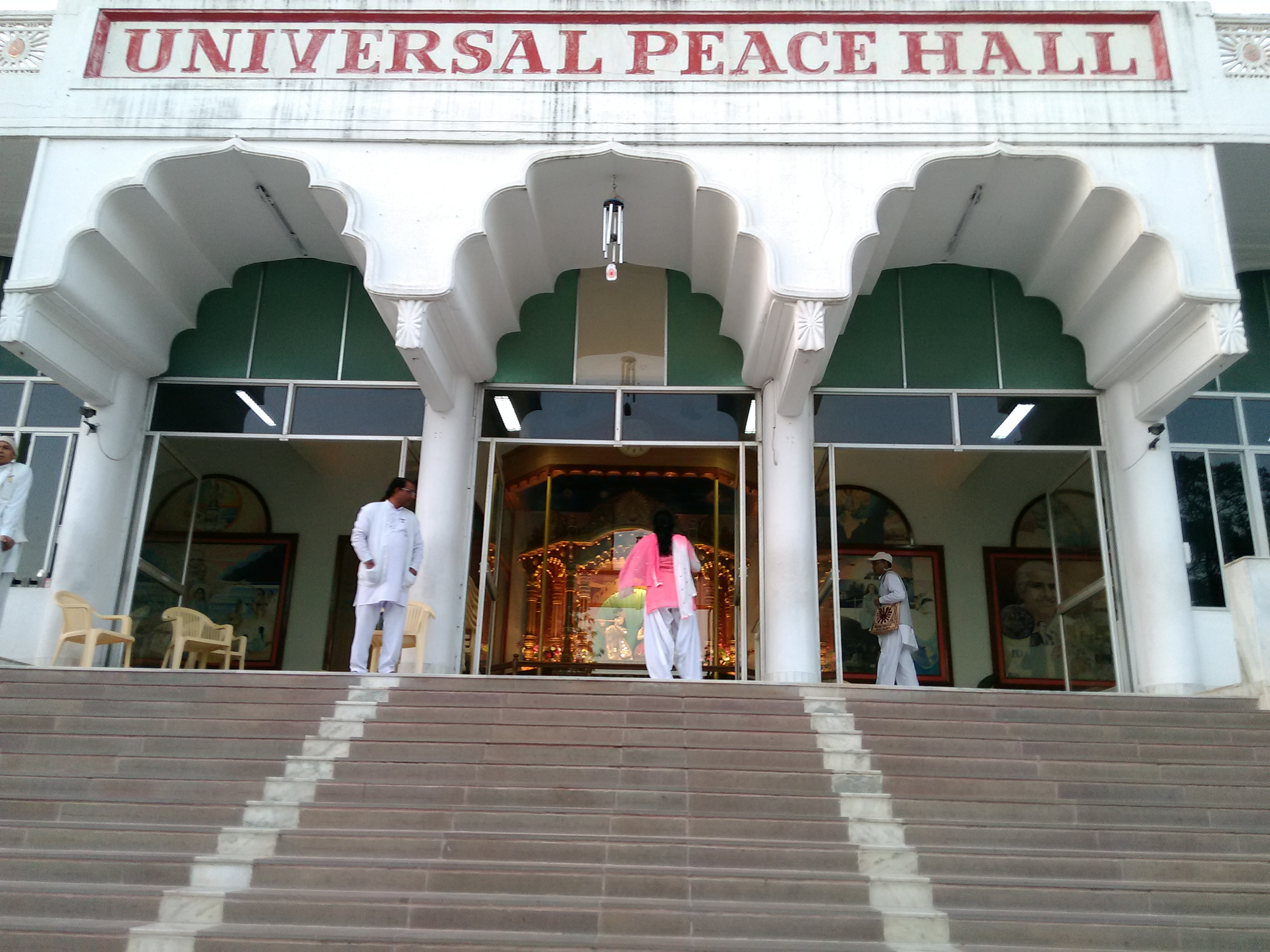
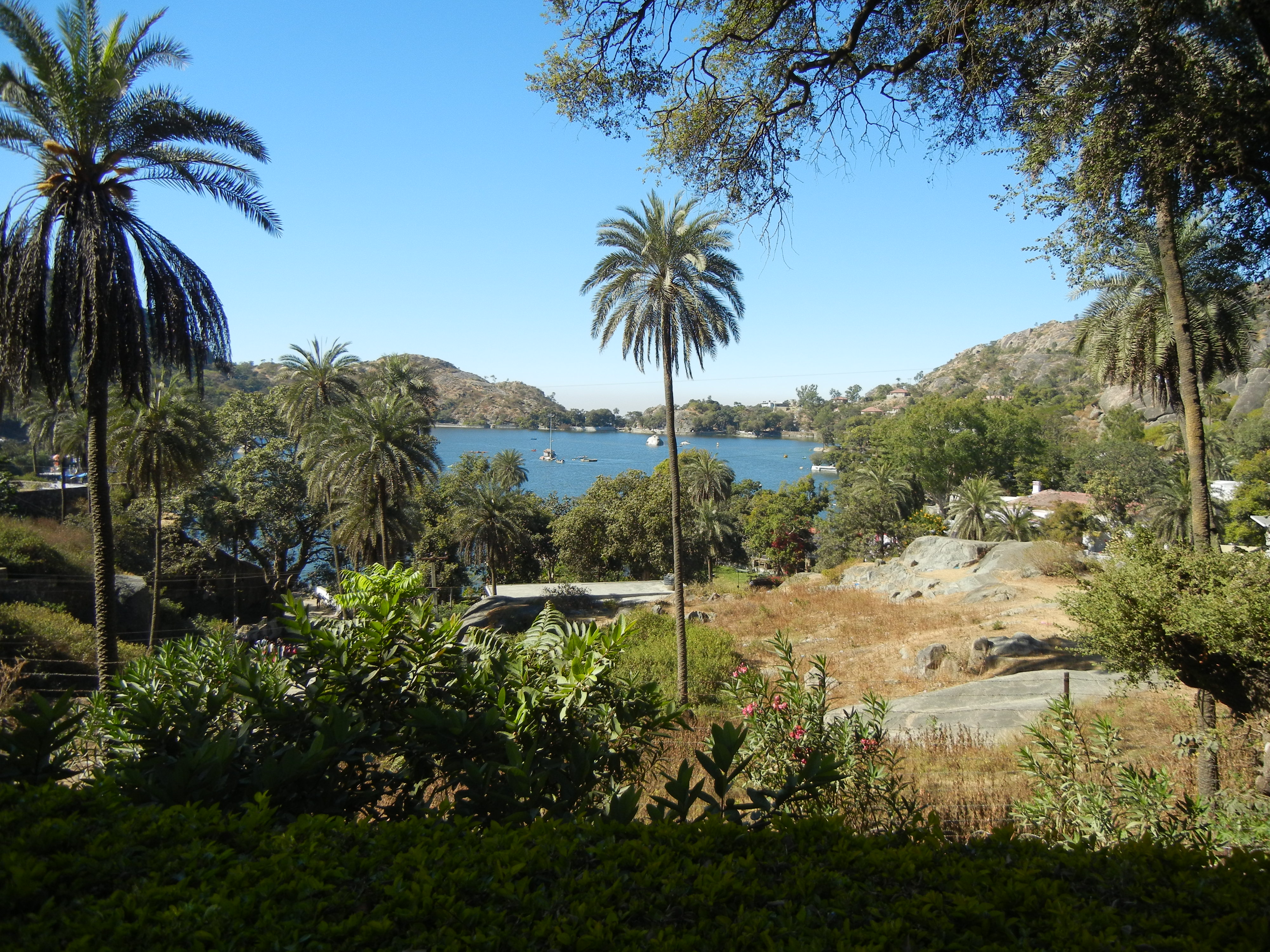
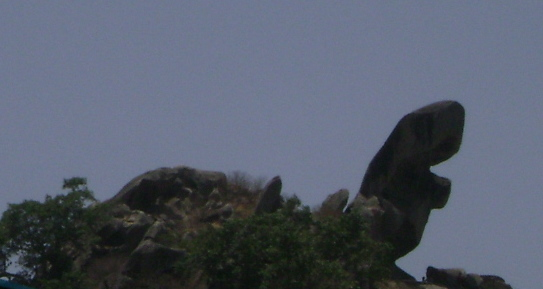
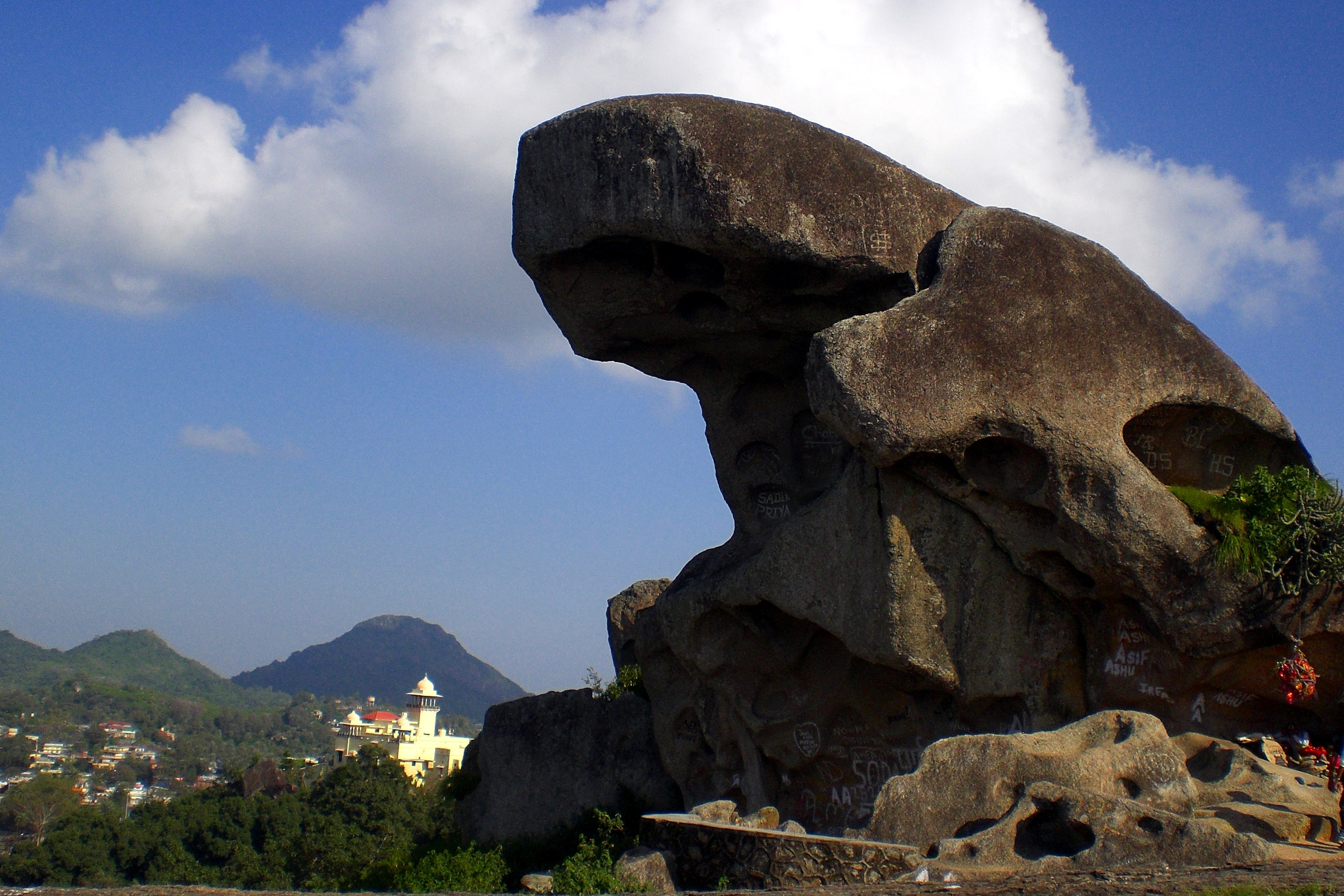